# Донкастър (община)
Община Донкастър (на английски: Borough of Doncaster) е една от четирите административни единици в област (графство) Южен Йоркшър, регион Йоркшър и Хъмбър. Населението на общината към 2008 година е 291 600 жители разпределени в множество селища на площ от 568 квадратни километра. Главен град на общината е Донкастър.

## География
Община Донкастър е разположена в североизточната част на графството.
Градове на територията на общината:
| град      | на английски | население |
| --------- | ------------ | --------- |
| Донкастър | Doncaster    | 67 977    |
| Едлингтън | Edlington    | 8276      |
| Конисбъро | Conisbrough  | 15 361    |
| Мексбъро  | Mexborough   | 14 750    |
| Росингтън | Rossington   | 13 255    |
| Тикхил    | Tickhill     | 5301      |
| Торн      | Thorne       | 16 592    |
| Хатфийлд  | Hatfield     | 16 184    |